# Miguel López Baños y Monsalve
Miguel López Baños y Monsalve   (Rueda, 30 de setembre de 1779 - Carmona, 7 d'agost de 1861) va ser un militar i polític espanyol.

## Biografia
El 1793 va ingressar com a cadet a l'Acadèmia d'Artilleria de Segòvia. Va participar activament en la guerra del francès. Fou fet presoner a Vélez Málaga el 1809, però escapà i fou ascendit a coronel el 1810 i a tinent coronel el 1811. Hi havia estat implicat en el fracassat pronunciament liberal de 1817 preparat pels militars Juan van Halen y Sarti i José María de Torrijos y Uriarte.
Va ser un dels protagonistes de la revolta de Cabezas de San Juan el gener de 1820, al costat de Rafael del Riego, Quiroga i Felipe Arco-Agüero, que reinstaurà la Constitució de Cadis.
Nomenat tinent general després de la revolta triomfant de 1820, fou nomenat Capità General de Navarra el 16 de gener de 1821, càrrec que va ocupar fins al 23 d'agost del mateix any, quan fou destinat al País Basc. Va ser ministre de la Guerra entre juliol de 1822 i abril de 1823, durant el Trienni liberal.
Represaliat en la Dècada ominosa, durant el regnat d'Isabel II va ser governador de Cadis (1835), Governador de Puerto Rico (1838-1841), senador per Valladolid entre 1843 i 1844 i senador vitalici des de 1846.